# The Patent Leather Kid
The Patent Leather Kid – amerykański film z 1927 roku w reżyserii Alfreda Santella.

## Nagrody i nominacje
| Nazwa nagrody | Wygrane            | Nominacje                                                                        |
| ------------- | ------------------ | -------------------------------------------------------------------------------- |
| Oscar         | 1929 bez rezultatu | 1929 Najlepszy aktor pierwszoplanowy Richard Barthelmess (również za film Pętla) |